# Тевтобод
Тевтобод чи Невтобод — вождь  тевтонів з 125 до н. е. приблизно по 102 до н. е., був з ними під час навали в  Галлію в  103 - 102 р.
У 102 до н. е. був розбитий  Марієм  при Аквах Секстієвих і втік, але був узятий у полон. При тріумфі Марія полонений Тевтобод справив величезне враження на римлян своїм гігантським ростом. Після тріумфу його ув'язнили і там задушили.